# Tvären

Tvären är en av land och öar omgiven fjärd vid Södermanlands kust, belägen mellan Nyköping och Trosa.
Tvären anses ha uppkommit genom ett nedslag av en meteorit, för cirka 450 miljoner år sedan, mellanordovicium. Botten utgörs av kalksten som avlagrats i sänkan efter nedslaget.